# 서만술
서만술(徐萬述, 1924년 4월 17일 ~ 2012년 2월 19일)은 재일본조선인총련합회 제2대 중앙상임위원회  의장이다. 조선민주주의인민공화국 최고인민회의 대의원을 지냈다.

## 생애
경상북도 경주에서 태어났다. 1941년 일본으로 건너가 재일본조선인총련합회 활동에 참가했다. 1968년 총련 히로시마현 본부 위원장, 1973년 중앙상임위원회 조직국장을 지냈다. 중앙위원회 사무국장을 거쳐 1983년 중앙위원회 부의장에 선출됐다. 1998년 제1부의장에 취임했다. 2001년에 한덕수가 사망한 뒤 의장에 선출됐다. 유골은 조선민주주의인민공화국 애국열사릉에 매장됐다.

## 같이 보기
- 한덕수
- 허종만

| 전임 한덕수 | 제2대 재일본조선인총련합회 중앙상임위원회 의장 2001년 5월 - 2012년 2월 19일 | 후임 허종만 |